# Ətcələr (Masallı)
Ətcələr è un comune dell'Azerbaigian situato nel distretto di Masallı. Conta una popolazione di 840 abitanti.